# Jozef Styk
Jozef Styk, též Jozef Juraj Styk (19. března 1897 Dolný Kubín – 28. srpna 1965 Sučany), byl slovenský a československý národohospodář, člen druhého odboje, poválečný politik za Demokratickou stranu, poslanec Prozatímního Národního shromáždění, Slovenské národní rady a Ústavodárného Národního shromáždění a člen Sboru pověřenců. Po roce 1948 odstraněn z veřejného života.

## Biografie
Studoval na českých reálkách v Lipníku nad Bečvou a Kroměříži, kde maturoval roku 1915. V letech 1918–1923 absolvoval Vysokou školu technickou v Brně. Za první světové války bojoval na italské frontě, v letech 1918–1922 pak byl dobrovolníkem československé armády. V letech 1923–1929 zastával post hospodářského pracovníka Škodových závodů v Bratislavě (v letech 1929–1938 v Prešově). Byl také ředitelem elektrárny v Spišské Nové Vsi a předsedou Národohospodářské župy východoslovenské a Investiční komise slovenské. V meziválečném období se angažoval v Republikánské straně zemědělského a malorolnického lidu (agrární strana). Během studií v Brně byl aktivní v studentském spolku Kriváň.
Po Mnichovu se v říjnu 1938 podílel za slovenské agrárníky na dojednávání Žilinské dohody coby společné platformy slovenských stran ve prospěch autonomie a byl jedním ze signatářů její finální verze.
Odmítal vznik Slovenského státu. Patřil mezi spolupracovníky Jozefa Lettricha a Jána Ursínyho. Za druhé světové války se podílel na odboji. Byl členem povstalecké Slovenské národní rady během Slovenského národního povstání (členem SNR se stal ještě před vypuknutím povstání). Jako delegát SNR se v březnu 1945 účastnil jednání v Moskvě, kde se západní a východní československý odboj dohodl na poválečném politickém a ústavním uspořádání Československa včetně vzniku Národní fronty. Podílel se pak na formulování Košického vládního programu.
V roce 1944 se rovněž podílel na vzniku Demokratické strany spojením různých nesocialistických proudů slovenského odboje. Sjezd strany v září 1944 ho zvolil do funkce jednoho z místopředsedů. Na sjezdu v červenci 1945 funkci místopředsedy obhájil.
V letech 1945–1946 byl poslancem Prozatímního Národního shromáždění za Demokratickou stranu. V parlamentu setrval do parlamentních voleb v roce 1946, v nichž byl zvolen poslancem Ústavodárného Národního shromáždění. V něm setrval formálně do parlamentních voleb v roce 1948.
V srpnu 1945 byl delegáty národních výborů zvolen za poslance Slovenské národní rady. Zasedal zde do roku 1946. Na základě výsledků parlamentních voleb roku 1946 byl pak do Slovenské národní rady zvolen znovu. Zasedal ve Sboru pověřenců. V roce 1945 byl krátce pověřencem veřejných prací. V letech 1946–1947 jako pověřenec techniky, v letech 1947–1948 coby pověřenec pro zemědělství a pozemkovou reformu. 21. února 1948 podal demisi.
Po únorovém převratu v roce 1948 byla Demokratická strana proměněna na Stranu slovenské obrody jako satelitní formaci závislou na KSČ. Jozef Styk promluvil v březnu 1948 při zasedání parlamentu jménem „dištancovaných poslancov Demokratickej strany“. V projevu odmítl, že by jeho politická skupina byla opozicí vůči novému režimu a přislíbil, že bude hlasovat pro program druhé vlády Klementa Gottwalda. Po roce 1948 odešel z politického života a pracoval v podnikové sféře na různých postech.

## Ocenění
- 1945 – Řád Slovenského národního povstání I. třídy,
- 1945 – Československý válečný kříž (1939)[2]

## Rodina
- otec Aurel Styk
- matka Anna rozená Hodžová[2]